# كأس السوبر الكويتي 2009
كأس السوبر الكويتي 2009 هي مباراة أقيمت في 24 نوفمبر 2009 بين نادي الكويت ونادي القادسية. المباراة تجمع بين بطل الدوري الكويتي وبطل كأس الأمير الكويتي، وتعتبر المباراة هي بداية انطلاق الموسم الكروي الكويتي لعام 2009 وهو ثاني سوبر كرة قدم يقام في الكويت وفاز بها نادي القادسية بنتيجة أربعه أهداف مقابل هدف.

## المباراة
| نادي الكويت الكويتي | 1 – 4 | نادي القادسية الكويتي                                                  |
| ------------------- | ----- | ---------------------------------------------------------------------- |
| علي الكندري 64'     |       | خلف السلامة 10' · إبراهيما كيتا 40' · بدر المطوع 45' · جهاد الحسين 49' |

## البطل
| كأس السوبر الكويتي 2009 |
| ----------------------- |
| القادسية اللقب الأول    |
|                         |